# Charlotte van Pallandt

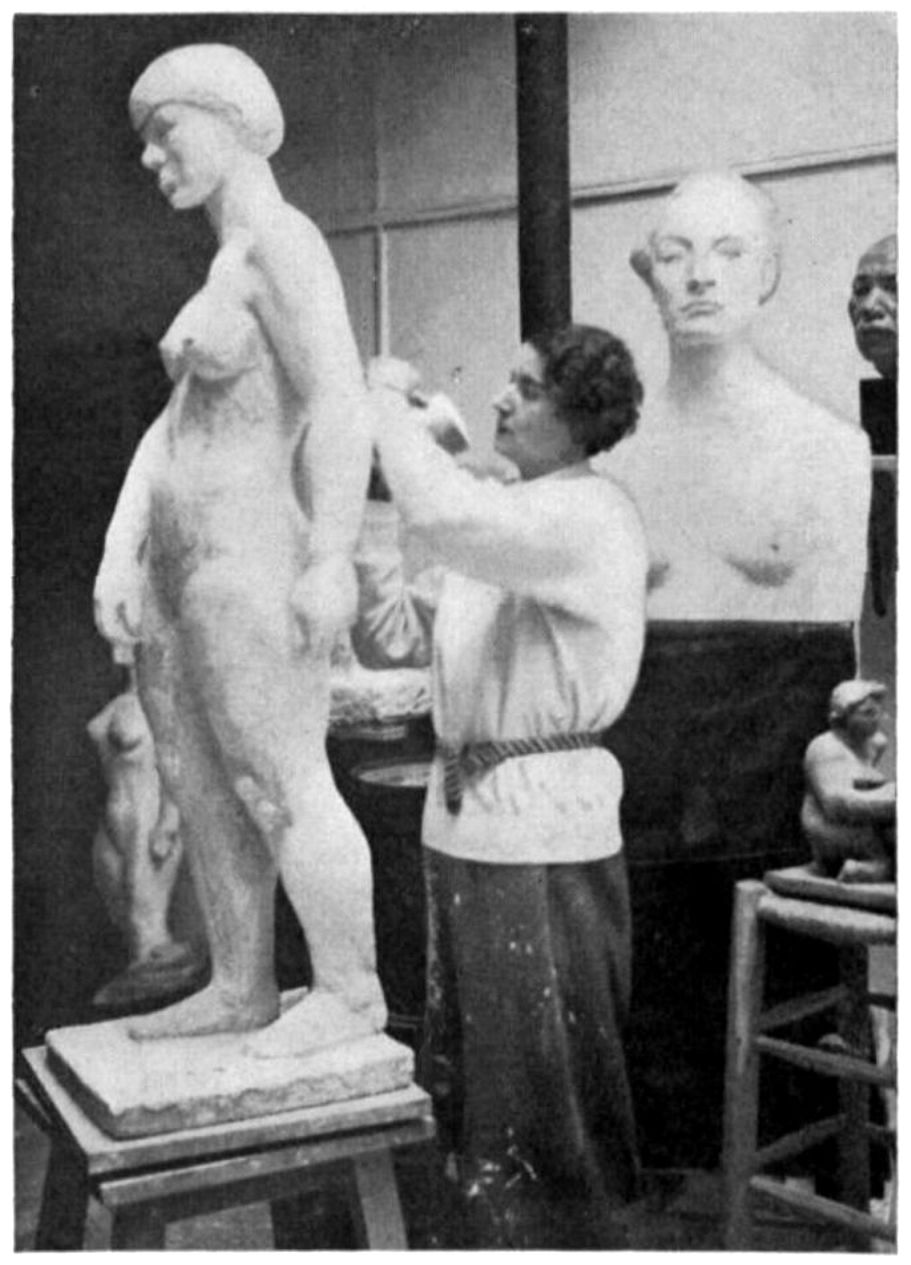
Charlotte van Pallandt (1938)

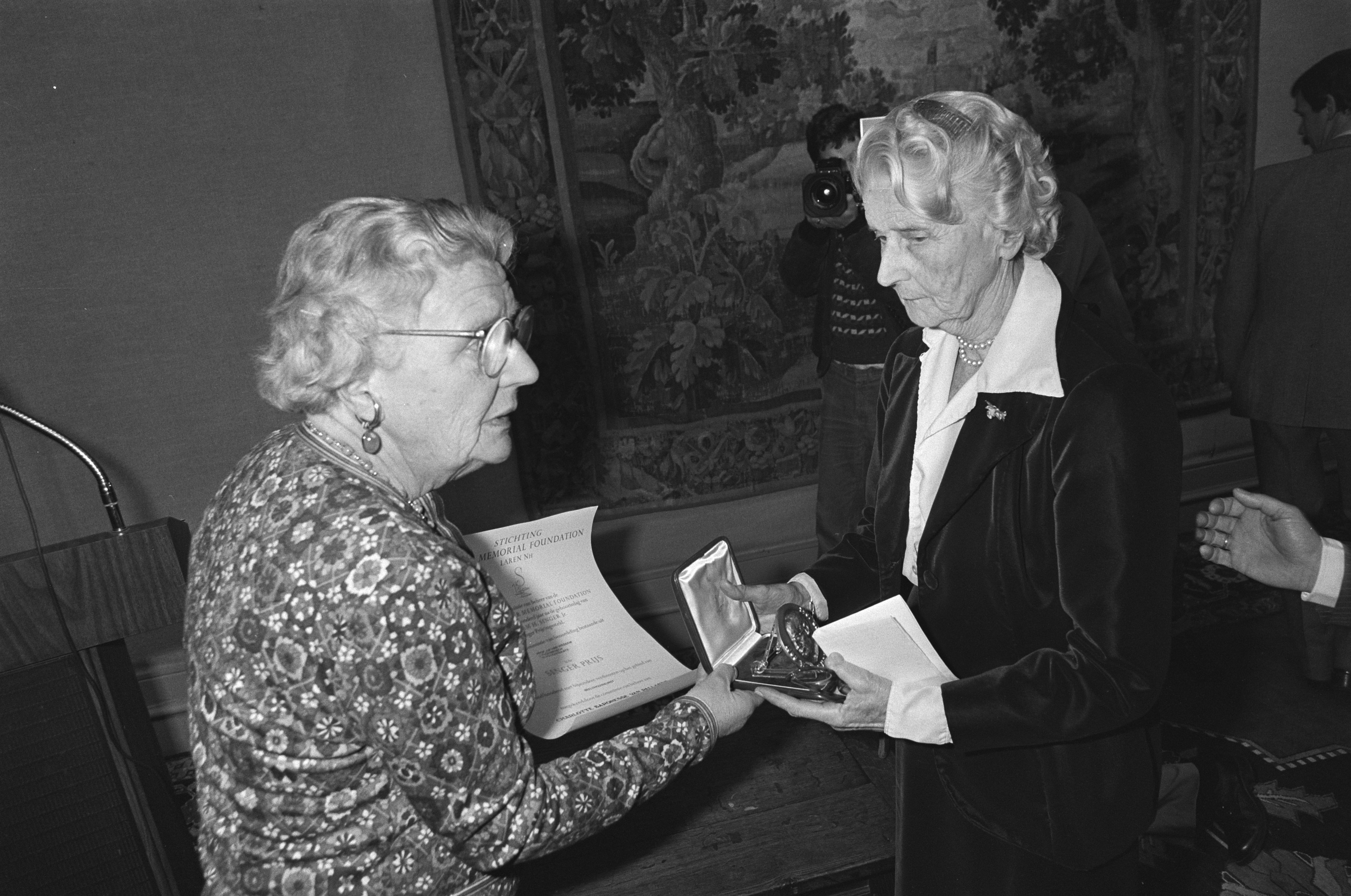
Charlotte van Pallandt empfängt den Singer Prijs von Prinzessin Juliana (1980)

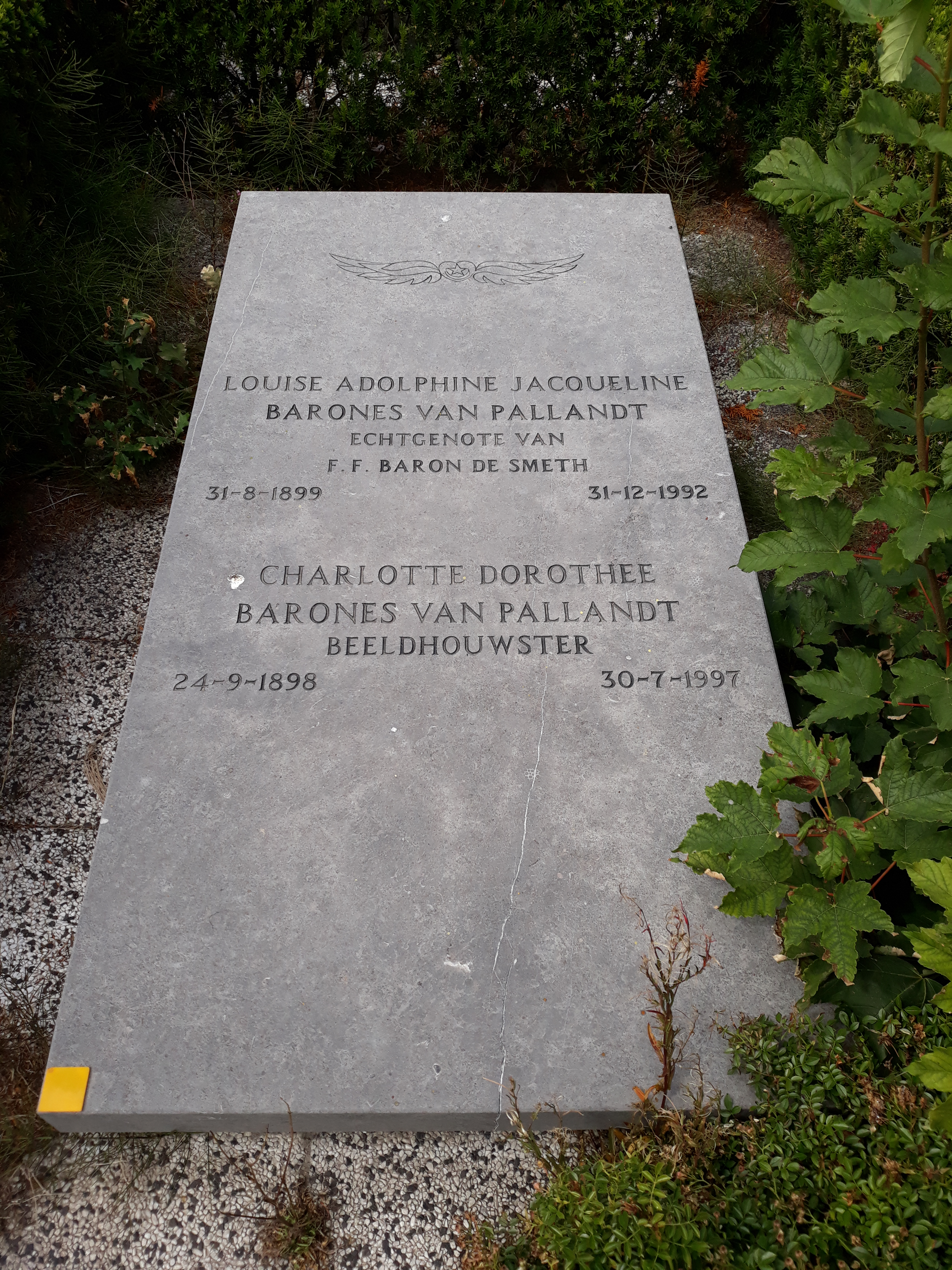
Das Grab von Charlotte van Pallandt auf dem Friedhof Oud Eik en Duinen in Den Haag.

Charlotte Dorothée barones van Pallandt (* 24. September 1898 in Arnhem; † 30. Juli 1997 in Noordwijk) war eine niederländische Bildhauerin.

## Leben
Charlotte Dorothée Freiin van Pallandt wurde als Tochter von Jan Anne Baron van Pallandt, Lord von Walfort (1866–1936) und Sarah Agnes Sophie Baronin van Pallandt (1868–1955) geboren und gehörte zum niederländischen Zweig derer von Pallandt. Sie wuchs in Schaarsbergen Provinz Gelderland auf und erhielt anfangs Heimunterricht. Als ihre Familie 1913 nach Den Haag zog wurde sie auf ein englisches Internat geschickt. Ab 1918 erhielt sie ihren ersten Zeichenunterricht beim Haager Maler Albert Roelofs. Sie heiratete 1919 und lebte mit ihrem Mann bis 1923 in Bern. Nach der Scheidung 1924 nahm sie einige Zeit Unterricht in Lausanne und reiste 1926 nach Paris. Dort nahm sie Unterricht beim Maler André Lhote der für ihre weitere Entwicklung von entscheidender Bedeutung war. Obwohl sie, aus Angst zu sehr von Lhote beeinflusst zu werden, den Unterricht nach einem Jahr beendete, blieben beide einander verbunden. Van Pallandt ging nach Den Haag und arbeitete zeitweise im Atelier des Bildhauers Toon Dupuis. 1928 unternahm sie eine Reise durch Mittelitalien und traf dort auf die Bildhauer Albert Termote, Charles Despiau und Charles Malfray. Unter der Leitung von Malfrey besuchte sie den Bildhauerkurs an der Académie Ranson in Paris.
Nach dem Ausbruch des Zweiten Weltkriegs musste Charlotte van Pallandt 1941 in die Niederlande zurückkehren.
Charlotte van Pallandt starb am 30. Juli 1997 im Alter von 98 Jahren in Noordwijk.

## Werk
Neben dem Akt war das Porträt das Hauptthema in Van Pallandts Œuvre, sie galt als eine der besten niederländischen Porträtisten. 1953 schuf sie zwei Porträts von Königin Juliana. Zu ihren besten Werken gehören die Porträts von Adriaan Roland Holst, Fred Carasso, Ro Mogendorff und Albert Termote.

## Mitgliedschaften
- Pulchri Studio
- Arti et Amicitiae
- Nederlandse Kring van Beeldhouwers (deutsch: Niederländischer Bildhauerkreis)

## Auszeichnungen und Ehrungen (Auswahl)
- 1937 Silber-Medaille Weltfachausstellung Paris
- 1959 Prix de la Critique
- 1963 Orden von Oranien-Nassau (Ritter)
- 1973 Orden von Oranien-Nassau (Offizier)
- 1980 Singer Prijs[1]

## Ausstellungen (Auswahl)
- 1948 Santee Landweer Art Gallery, Amsterdam
- 1958 29. Biennale, Venedig